# 木村葉月
木村 葉月（きむら はづき、2000年〈平成12年〉8月11日 - ）は、日本の女優、モデル、元子役。茨城県出身。ワイケーエージェント所属。

## 経歴
4歳の時に知り合いの薦めでカタログモデルを始めた後、2007年にジュニアアイドルとして芸能界デビュー。子役としての活動を経て、2013年、満13歳で『ミスiD2014』のファイナリストへ進む。
2015年4月に2代目の少女隊としてアイドル活動を始め、2017年1月に卒業。2017年9月に佐藤琴乃らと共にガールズユニット『FLOWLIGHT』を結成するも、2019年12月に活動休止。この間2018年には週刊ヤングジャンプの『制コレ'18』に出場し最終6名の中に入る。
現在はドラマや舞台で女優活動している他、2020年1月には自身のYouTubeチャンネル「はづき村」を開村（開設）している。

## 人物
- 趣味・特技はメイク、ファッション、怪談、ホラー鑑賞。特技はピアノ[2]。
- 一人っ子である[動画 1]。

## 出演

### テレビドラマ
- 贖罪（2012年1月 - 2月、WOWOW） - 足立エミリ 役
- 悪夢ちゃん（2012年10月 - 12月、日本テレビ） - 相沢美羽 役
  - 悪夢ちゃんスペシャル（2014年5月2日、日本テレビ）
- 六本木クラス 第2話・第4話（2022年7月14日・28日、テレビ朝日）[5]
- 正しい恋の始めかた（2023年1月2日、テレビ朝日） - 光 役
- シッコウ!!〜犬と私と執行官〜 第8話（2023年9月5日、テレビ朝日） - 藤澤凛々子 役
- 相棒 season22 第7話（2023年11月29日、テレビ朝日） - 沢村香音 役[6]
- 降り積もれ孤独な死よ 第1話・第7話（2024年7月7日・8月18日、読売テレビ・日本テレビ） - 梨紗 役[7]
- GO HOME〜警視庁身元不明人相談室〜 第4話（2024年8月3日、日本テレビ） - 大学生 役
- 私の町の千葉くんは。（2024年10月10日 - 12月26日、テレビ東京） - 木村りかこ 役[8]
- TOKAGE 警視庁特殊犯捜査係（2025年6月30日、テレビ東京） - 西田由紀恵 役[9]

### ウェブドラマ
- ブラックシンデレラ（2021年4月22日 - 6月10日、AbemaTV） - 水島渚 役[10][11]
  - ブラックシンデレラ -卒業編-（前編：2021年6月10日 / 後編：6月17日、AbemaTV）[12]
- 私が獣になった夜〜名前のない関係〜 #2 友達男子との夜、言い出せない私（2021年11月19日、AbemaTV） - 溝口麻由 役
- 忍風戦隊ハリケンジャーwithドンブラザーズ（2022年12月25日、東映特撮ファンクラブ） - 雲母坂萌瑠 役
- 正しい恋の始めかた～ほろあま? ほろにが? デート編～（2022年12月31日、TELASA） - 光 役
- 30歳目前、人生設計狂いました（2024年8月2日、全30話、FOD（長尺版）・BUMP） - 佐藤彩 役[13]
- あなたのことが死ぬほど嫌いです（2025年4月28日、BUMP・DramaBox・FANY: D） - 瀬戸綾香 役[14]

### 映画
- 悪夢ちゃん The 夢ovie（2014年5月3日） - 相沢美羽 役
- L♡DK ひとつ屋根の下、「スキ」がふたつ。（2019年3月21日） - レギュラー生徒 役
- 地獄少女（2019年11月15日） - 山田楓 役[1]
- 23区女子-FINAL-（2020年11月29日） - 主演・中野区 役
- 学園探偵薔薇戦士 放課後探偵始動～顔の無い乙女を探せ～（2023年11月17日） - 主演・紅乃木杏奈 役[15]
- ぼくらのふしだら（2025年1月3日） - 安斎ちか 役[16]

#### 短編映画
- Merry Christmas（2019年12月19日） - 主演・成海花恵 役

### オリジナルビデオ
- 忍風戦隊ハリケンジャーでござる! シュシュッと20th Anniversary（2023年10月25日） - 雲母坂萌瑠 役[17]

### テレビ番組
- 時々迷々 第43話「友達ランキング」（2011年5月13日、NHK Eテレ） - 東篠愛香 役
- Rの法則（2015年12月28日 - 2018年4月24日、NHK Eテレ） - R'sメンバー

### ウェブ番組
- 恋愛ドラマな恋がしたい〜Bang Ban Love〜（2020年1月25日 - 4月11日、AbemaTV）
- ヒロミ・指原の“恋のお世話始めました”（2023年2月16日、AbemaTV）
- #渋谷オルガン坂生徒会（DHCテレビ） - 生徒会メンバー
- ニュース女子（2021年1月19日、DHCテレビ）
- 闇鍋ジャーナル（仮）（2023年4月6日 - ） - 毎週水曜日アシスタント

### 舞台
- 赤毛のアン - アンの友人 役
- 聖餐のプシュコマキア（2017年9月8日 - 10日、コフレリオ新宿シアター）
- 舞台「23区女子 -FINAL-」（2018年2月21日 - 26日、座・高円寺2） - 主演・中野区女子 役
- 大正☆クインテット（2019年3月20日 - 24日、座・高円寺2）[18]
- 劇・Hilcrhyme -Lost love song-（2021年6月6日、EX THEATER ROPPONGI） - 一ノ瀬アヤ 役[19]
- けむりの肌に（2023年4月7日 - 16日、CBGKシブゲキ!!）[20]

### CM
- ソシェテジエネラルバンキング（スイス銀行）
- 九州電力
- 三井不動産レジデンシャル
- 富士の湧水
- 八月のシンデレラナイン 第1話「全力少女 ～出会いの音篇～」

広告
- ゆうちょ銀行
- SoftBank
- 国土交通省（リサイクル広報推進ポスター）

### 雑誌
- Sho→Boh
- Chu→Boh
- ラブベリー

### DVD
- ピカピカの1年生（2007年8月31日、海王堂）
- はっちゃけはーちゃん（2008年2月29日、海王堂）
- キラキラの2年生（2008年8月29日、海王堂）